# Masoretský text
Masoretský text je hebrejský (či v jistých případech aramejský) text Starého zákona opatřený masoretskými vokalizačními znaky, resp. doplněný o tzv. masoru (ta se dělí na malou (Masora parva), velkou (Masora magna) a závěrečnou (Masora finalis) masoru) – propracovaný systém okrajových poznámek sloužící k rychlé a přehledné orientaci v biblickém textu a k zaznamenání jeho různých variant. Hebrejština, jako i jiné semitské jazyky, totiž nezná ve svém písmu znaky pro samohlásky. Protože však stále méně Židů bylo schopno číst původní souhláskový text (a z náboženských důvodů bylo pociťováno jako nanejvýš důležité uchovat jeho přesné znění a výslovnost), bylo nutné vytvořit vokalizační systém.
O ujednocení textu starozákonních knih se přibližně do 5. století n. l. starali sóferím („písaři“). Jejich následovníci, od 6. století zvaní „masoreti“, opatřili tradovaný a pečlivě opisovaný hebrejský, popř. aramejský text vokalizací. Těchto systémů vzniklo několik, nakonec byl všeobecně přijat ten, který vyvinula škola v Tiberiadě.
Masoretský text však neoznačuje jen ustálený a standardizovaný vokalizovaný text starozákonních knih, ale především jednu konkrétní textovou verzi hebrejské bible. Těchto verzí totiž existuje více; vedle textu masoretského existuje ještě text Septuaginty nebo například samaritánský text Pentateuchu či aramejské targumy. Ty se od sebe navzájem liší a jejich vzájemný vztah je předmětem diskuze. Podle některých badatelů se jedná od začátku o několik verzí téhož textu, podle jiných zase o různé varianty vycházející z jednoho původního originálu.

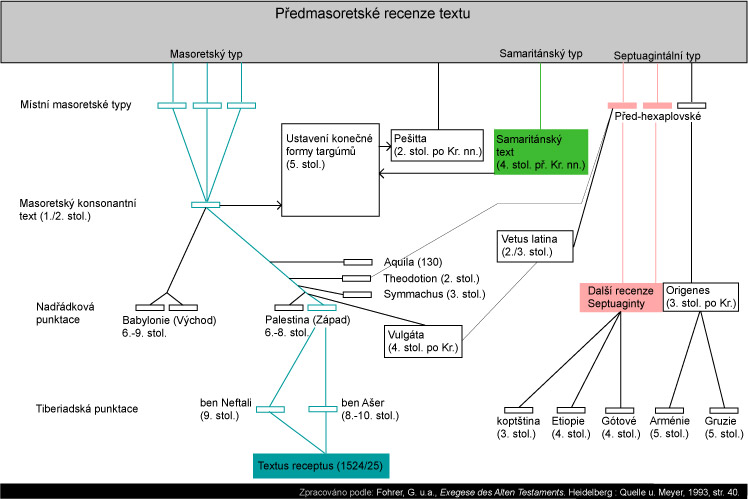
Schéma vývoje masoretského textu (modrá): Na začátku existuje několik podobných verzí textu, které jsou v průběhu 1.–2. století sjednoceny. Poté dochází k několika verzím vokalizace (punktace), z nichž převládla tiberiadská. Ta se pak ještě později rozdělila na několik lehce odlišných verzí. Jako základ pro textus receptus posloužila nakonec vokalizace ben Ašerova.
Paralelně k vývoji masoretského textu lze sledovat i vývoj Septuaginty (růžová) nebo samaritánského Pentatuchu (zelená).

## Zachované verze masoretského textu
Nejstarším v úplnosti dochovaným masoretským rukopisem Tanachu je Leningradský kodex z roku 1008. Jedná se o opis textu masoreta Árona Moše ben Ašera.
Text Jákobem ben Chajjímem v letech 1524–1525 v Benátkách vydaného Starého zákona (Bombergiana), který v sobě sloučil systémy dvou nejvýznamnějších masoretských rodin (totiž ben Ašerovy a ben Naftaliho), byl až do 20. století považován za všeobecně uznávaný text hebrejské bible (textus receptus Hebraicus).